# Valentin Tomberg

Valentin Tomberg (1939)

Valentin Tomberg (* 27. Februar 1900 in Sankt Petersburg, Russisches Kaiserreich; † 24. Februar 1973 auf Mallorca) war ein Rechtswissenschaftler, Anthroposoph und Mystiker.

## Leben

### Herkunft
Valentin Tomberg war ein Deutschbalte evangelischer Konfession. Sein Vater, Arnold Tomberg, war schwedischer Abstammung und ein Beamter des Innenministeriums, seine Mutter war Russin. 

### Jugend
Er besuchte die Petrischule, eine renommierte Petersburger Lehranstalt mit humanistischer Ausrichtung, lernte früh Griechisch und Latein, im Elternhaus auch Deutsch, Englisch und Französisch. Seit 1919/20 beschäftigte er sich in St. Petersburg mit dem Tarot, früh war er aber auch schon von den Schriften Rudolf Steiners begeistert. Nach der Oktoberrevolution flüchtete er nach Tallinn in Estland. Er arbeitete als Beamter, Lehrer, Landarbeiter, Pharmazeut und Künstler und finanzierte sich so ein Abendstudium der vergleichenden Religionswissenschaften, der Philosophie und mehrerer Sprachen. Außerdem war er für den Tallinner Zweig der Anthroposophischen Gesellschaft tätig.
Seit Beginn der 1930er Jahre veröffentlichte er zahlreiche Aufsätze in anthroposophischen Zeitschriften. 1931 habe er ein tiefgreifendes spirituelles Erlebnis gehabt. Nach eigenen Angaben hätten sich seine „geistigen Augen und Ohren“ geöffnet, und er habe begonnen, die ihn umgebende Welt der Engel und geistigen Individualitäten unmittelbar wahrzunehmen und mit ihnen in geistigen Verkehr zu treten. In der Folgezeit versuchte er mit seinen Aufsätzen und Vorträgen im anthroposophischen Sinne seine Zuhörer und Leser stärker auf Christus hin auszurichten und auch mehr und mehr die Bibel in seinen Vorträgen in den Mittelpunkt zu stellen. In seinen frühen Schriften habe Tomberg Anleihen aus den anthroposophischen Lehren Steiners genommen, insbesondere christologische Aspekte, und diese um eigene Forschungsergebnissen ergänzt. Später habe er es bereut, auf anthroposophischer Literatur aufgebaut und damit die Leser überfordert zu haben.

### Ausschluss aus der Anthroposophischen Gesellschaft
1932 wurde er Generalsekretär der estnischen Anthroposophischen Gesellschaft. Tomberg stellte mit seinem Werk eine spirituelle Autorität dar, die Steiners quasi monokratischen Geltungsanspruch als Hellseher in Frage zu stellen wagte. Daraufhin sprach man ihm im Dezember 1933 im Goetheanum die Kompetenz ab, ein authentischer Steiner-Interpret zu sein. Steiners Witwe, Marie Steiner rief zum „unvermeidlichen Kampf“ gegen den „wahnbefangenen“ und „okkulten Lehrer“ Tomberg auf und stellte die Weichen für seinen Ausschluss aus der Anthroposophischen Gesellschaft. Seinem nachmaligen Nachlassverwalter Martin Kriele zufolge habe es nach dem Zweiten Weltkrieg ein Verbot gegeben, Tombergs Bücher in den Studentenzimmern des Priesterseminars der anthroposophischen Christengemeinschaft aufzubewahren. Noch 1995 wurde der bereits 1973 Verstorbene in anthroposophischen Kreisen als geistiger Verräter beschimpft, der „in das Lager [der] unerbittlichen Erzfeinde“ der Anthroposophie (gemeint war die katholische Kirche) gewechselt sei, und man warf ihm vor, „Schmeichelei und Dolchstich mit jesuitischer Raffinesse“ gehandhabt zu haben.

### Aufenthalt in den Niederlanden
1938 siedelte Tomberg nach Rotterdam über und wohnte in der Zeit des Zweiten Weltkrieges mit Frau und Kind in den Niederlanden. Er arbeitete von 1939 bis 1940 als Sekretär im estnischen Vize-Konsulat in Amsterdam unter dem estnischen Vize-Konsul, dem Niederländer Jan Rot. Durch die deutsche Besatzung der Niederlande und die sowjetische Besatzung Estlands wurde das Vize-Konsulat in Amsterdam geschlossen und Tomberg verlor seine Arbeit.

### Konversion in die katholische Kirche
1943 konvertierte Tomberg in die orthodoxe und 1945 in die römisch-katholische Kirche. Tombergs Konversion  setzte eine beträchtliche Konversionsbewegung von Anthroposophen in die katholische Kirche in Gang. Unter anderen folgten ihm  der Kölner Staatsrechtler Ernst von Hippel und sein Nachlassverwalter Martin Kriele. Es folgten Aufenthalte in Mülheim an der Ruhr, wo er den Wiederaufbau der Volkshochschule leitete, und Köln, wo ihm Ernst von Hippel eine Stelle an der Universität zu Köln anbot. Tomberg promovierte dort zum Dr. jur. und legte Schriften zur Rechtsphilosophie und zum Völkerrecht vor.

### Übersiedelung nach England
Nach kurzer Zeit in London (um 1948) übersiedelte er nach Reading an der Themse, arbeitete bis zu seiner Pensionierung 1960 für die BBC und danach intensiv an seinen Manuskripten, vor allem an seinem Hauptwerk Die großen Arcana des Tarot (1967). Tomberg starb während eines Aufenthaltes auf Mallorca am 24. Februar 1973.
Mit seinen späteren Schriften, die nicht mehr von der Anthroposophie, sondern einer tiefempfundenen Christologie geprägt seien, steht Tomberg in der großen Tradition der christlichen Kirchenväter und Mystiker, der französischen und russischen Hermetik, der jüdischen Kabbala und derjenigen zeitgenössischen Denker, die die Grenzen des wissenschaftlich-materialistischen Weltbilds zu durchbrechen suchten, wie Henri Bergson, C. G. Jung oder Teilhard de Chardin. Tomberg beschränkte sich aber nicht darauf, Traditionen nur rekapitulierend zusammenzufassen, sondern bereicherte diese mit neuen Einsichten.
In den 1960er Jahren verfasste Tomberg sein Hauptwerk Die großen Arcana des Tarot, das – seinem Willen entsprechend – erst nach seinem Tod und unter einem Pseudonym erscheinen sollte. Die großen Arcana sind eine meditative Einführung bzw. eine Summa der christlichen Hermetik.

## Werke
- Anonymus d’Outre Tombe: Die großen Arcana des Tarot. Meditationen. Herausgegeben von Martin Kriele und Robert Spaemann. Einführung von Hans Urs von Balthasar. Herder, Basel 1983; 3. erweiterte Auflage 1993, ISBN 3-906371-05-0.
  - Originaltitel: Méditations sur les 22 Arcanes Majeurs du Tarot. Aubier-Montaigne, Paris 1980.
- Anonymus d’Outre Tombe: Meditationen über die Großen Arcana des Taro. 22 Briefe an den unbekannten Freund. Übersetzt von Gertrud von Hippel, herausgegeben von Ernst von Hippel. (Vergriffene, aber von V. Tomberg korrigierte Ausgabe). Verlag Anton Hain, 1972, ISBN 3-445-10904-4.
- Anthroposophische Betrachtungen über das Alte Testament. Achamoth, Schönach 1989, ISBN 3-923302-02-9.
- Anthroposophische Betrachtungen über das Neue Testament. Achamoth, Schönach 1991, ISBN 3-923302-03-7.
- Aufsätze aus der Zeit von 1930 bis 1938 (Über östliche und westliche Geistigkeit. Die Geisteswissenschaft Rudolf Steiners. Die Tragik Russlands – Strömungen gegen den Christus-Impuls). Hg. v. Willi Seiss. Achamoth, Schönach 1999, ISBN 3-923302-09-6
- Aufzeichnungen. Vortragsnachschriften, hg. v. Willi Seiss. Achamoth, Schönach 2001, ISBN 3-923302-15-0.
- Degeneration und Regeneration der Rechtswissenschaft. Schwippert (Schriften zur Rechtslehre und Politik, Band 66, hg. v. Ernst von Hippel). Bonn 1946; 2. Auflage Bouvier, Bonn 1974.
- Die Grundlagen des Völkerrechts als Menschheitsrecht.
- Die Grundsteinmeditation Rudolf Steiners. Achamoth, Schönach 2. A. 1992, ISBN 3-923302-04-5.
- Karmische Zusammenhänge bei Gestalten des Alten Testaments. Mitteilungen aus der Arkandisziplin, hg. v. Willi Seiss. Achamoth, Schönach 2003, ISBN 3-923302-20-7.
- Lazarus komm heraus. Vier Schriften. Hg. v. Martin Kriele. Vorwort von Robert Spaemann. Herder, Basel 1985; Neuauflage 2003, ISBN 3-906371-12-3.
- Sieben Vorträge über die innere Entwicklung des Menschen. Achamoth, Schönach; 2. A. 1993, ISBN 3-923302-05-3.
- Die vier Christusopfer und das Erscheinen des Christus im Ätherischen. Achamoth, Schönach; 3. A. 1994, ISBN 3-923302-07-X.
- Der wandernde Narr – Die Liebe und ihre Symbole – Eine christliche Tarot-Meditation. Französischer Originaltext mit deutscher Übersetzung von Wilhelm Maas. Hg. v. Friederike Migneco und Volker Zotz. Kairos Edition, Luxemburg 2007, ISBN 2-9599829-5-9.
- Inspirationen zu den Großen Arcana des Taro XIV – XXII von Valentin Tomberg (französisch – deutsch) und weitere hermetische Beiträge. Französischer Originaltext mit deutscher Übersetzung von Sebastian Niklaus. Hg von Willi Seiss und Catharina Barker. Achamoth, Schönach 2007, ISBN 978-3-923302-26-0.
- Der Vaterunser-Kurs – I. Teil. Hg. Willi Seiß, Achamoth, Taisersdorf 2008, ISBN 978-3-923302-27-7.
- Der Vaterunser-Kurs – II. Teil. Hg. Willi Seiß, Achamoth, Taisersdorf 2009, ISBN 978-3-923302-27-7.
- Innere Gewissheit. Über den Weg, die Wahrheit und das Leben. Hg. Friederike Migneco und Volker Zotz. Mit einer Studie Tomberg und der Buddhismus von Volker Zotz. Kairos Edition, Luxemburg 2012, ISBN 978-2-919771-00-4.